# Duguetia lanceolata
Duguetia lanceolata är en kirimojaväxtart som beskrevs av A. St.-hil. Duguetia lanceolata ingår i släktet Duguetia och familjen kirimojaväxter. Inga underarter finns listade i Catalogue of Life.

## Bildgalleri

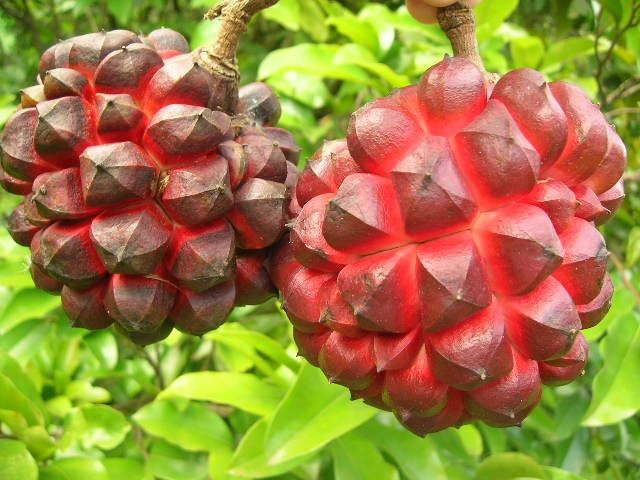